# Fritz Beinke
Fritz Beinke (* 23. April 1842 in Düsseldorf; † 16. Dezember 1907 ebenda) war ein deutscher Genremaler der Düsseldorfer Schule.

## Leben
Beinke besuchte von 1859 bis 1867 die Kunstakademie Düsseldorf, wo er Schüler von Andreas und Karl Müller, Karl und Wilhelm Sohn sowie Eduard Bendemann war. Er unternahm mehrere Studienreisen nach Oberitalien und in Deutschland. Im Jahr 1871 gewann er einen Preis auf einer Kölner Ausstellung, 1879 auf einer Ausstellung in Sydney den ersten Preis. Beinke war Mitglied der Künstlervereins Malkasten.

## Werke (Auswahl)

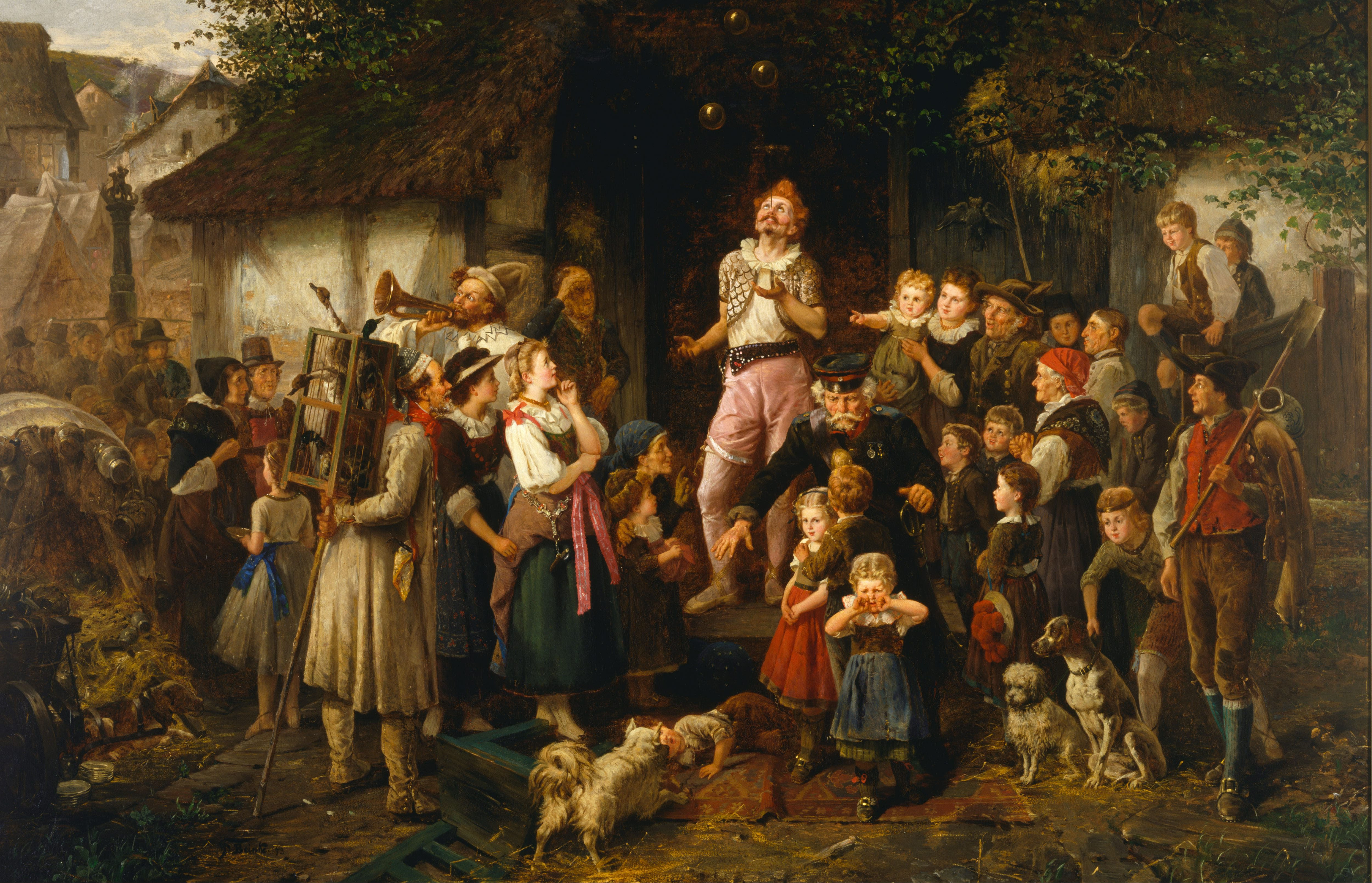
Der Jongleur, 1874

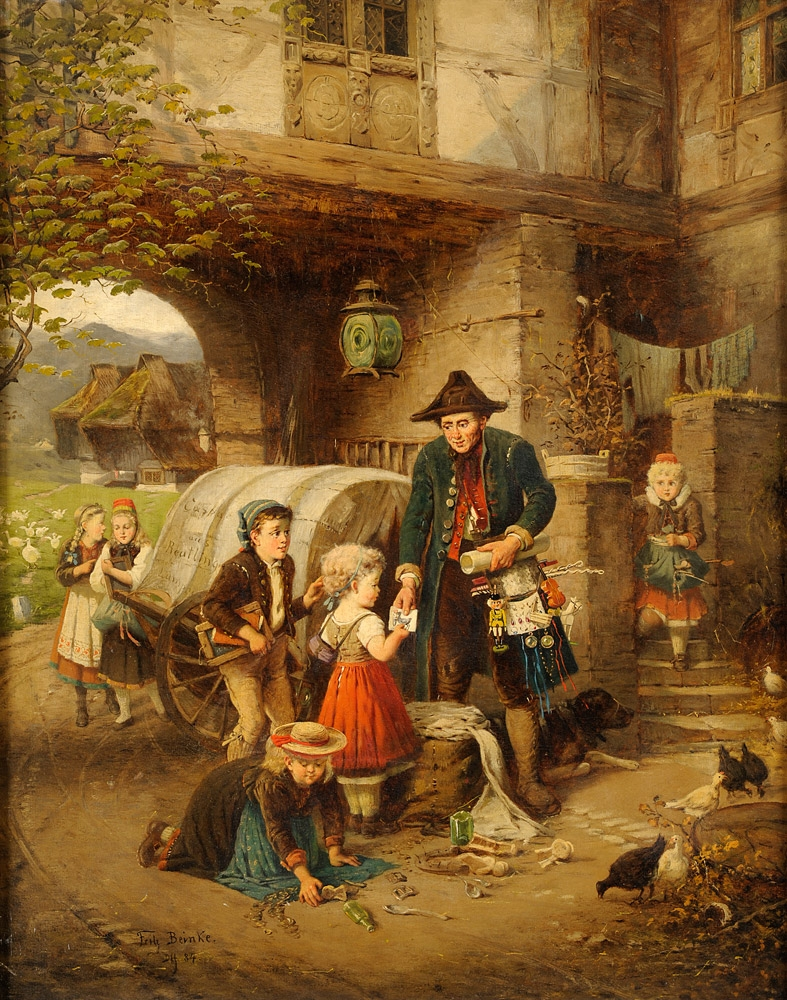
Der Hausierer im Dorfe, 1884

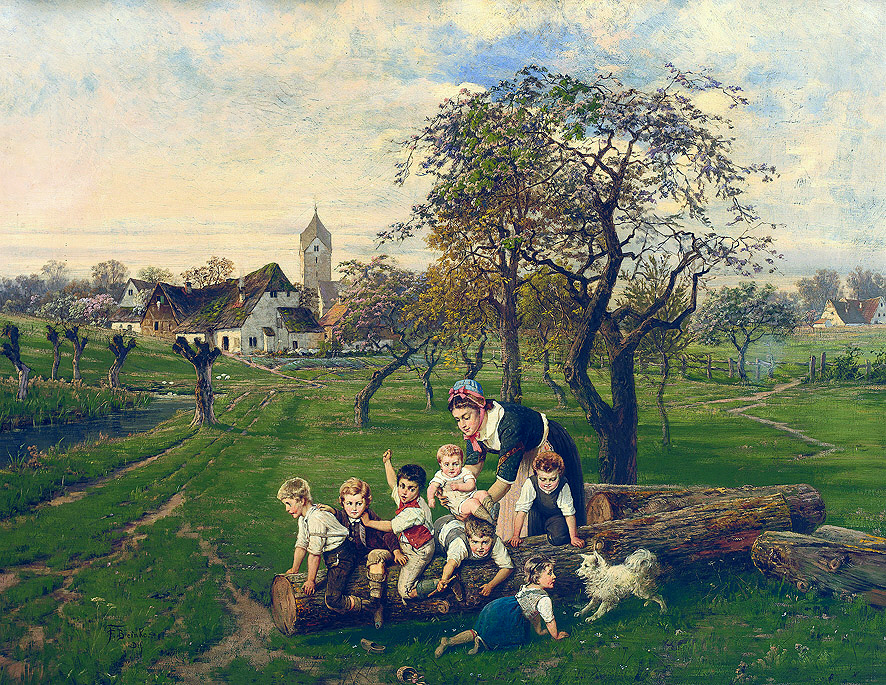
Frühlingstag auf dem Land

Beinke war ein Vertreter der Genremalerei der Düsseldorfer Schule. In seinem Œuvre, dessen spätere Werke den Einfluss von Ludwig Knaus zeigen, dominieren volkstümliche Szenen des Dorflebens mit spielenden Kindern und Tieren. Auch Porträts und Rheinlandschaften sind erhalten. Einige seiner Motive fanden als Drucke Verbreitung. Gemälde von ihm sind in den Kollektionen des Wallraf-Richartz-Museums, Köln, der Theaterwissenschaftlichen Sammlung Universität zu Köln und des Landesmuseums Mainz vertreten.
- Kondolenzbesuch, 1866
- Kinder in der Schaukel, 1868
- Der Lumpensammler im Schwarzwald, Porträt des Amandus Hegerle aus Reutlingen, 1868
- Der Heißluftballon, 1870
- Das Friedensgebet, 1871
- Rückkehr von der Landpartie, 1873
- Der Jongleur, 1874
- Begegnung im Kornfeld, 1874
- Der Spielzeugmacher von Nürnberg, 1882
- Der Mäusefänger, 1884
- Der Hausierer im Dorfe, 1884
- Der Tierfreund, 1886
- Familienporträt mit Hund, 1900
- Junge und Mädchen auf der Dorfstraße, 1903
- Porträt des Schweinehirten Georg Lempel, 1904
- Die Schulschwänzer
- Die Kinderhochzeit
- Frühlingstag auf dem Land
- Das Kölner Hänneschen-Theater
- Dominikanermesse in der Lambertuskirche Düsseldorf